# Mesoceros
Mesoceros – rodzaj glewików z rodziny maczugowcowatych. Obejmuje dwa gatunki występujące na Nowej Gwinei (M. mesophoros) i w Chinach (M. porcatus). Plecha pełna, bez jamek śluzowych. W jamkach plemniowych znajdują się 2–3 plemnie. Zarodniki ciemnobrązowe, pokryte brodawkami lub siatkowato rozgałęzionymi krawędziami. Nibysprężyce krótkie i cienkościenne.

## Systematyka
Wykaz gatunków
- Mesoceros mesophoros Piippo
- Mesoceros porcatus Piippo